# ニール・アームストロング航空宇宙博物館
座標: 北緯40度33分50秒 西経84度10分16秒 / 北緯40.56389度 西経84.17111度

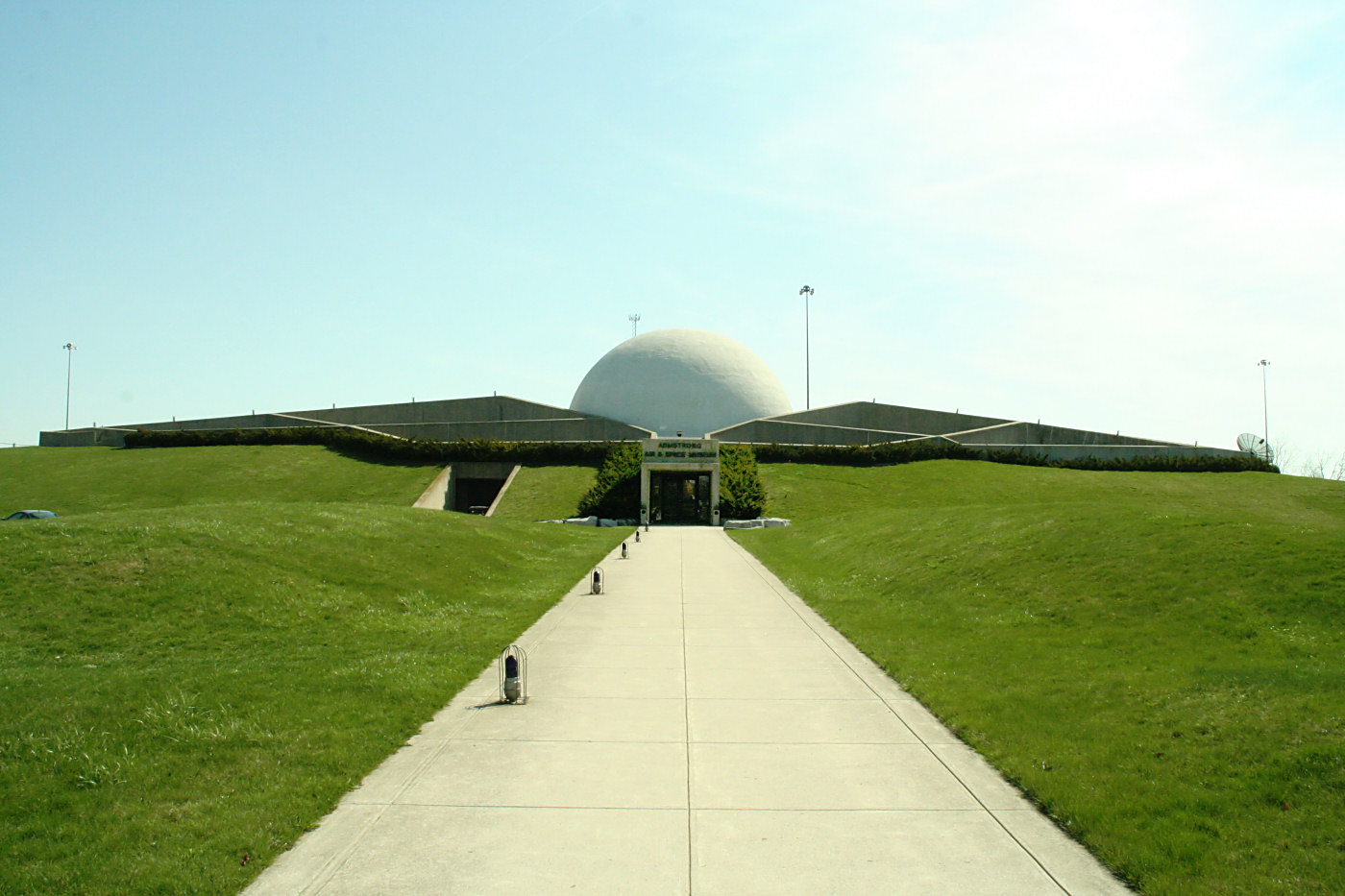
ニール・アームストロング航空宇宙博物館

ニール・アームストロング航空宇宙博物館（ニール・アームストロングこうくううちゅはくぶつかん、英語: Neil Armstrong Air and Space Museum）はアメリカ合衆国オハイオ州ワパコネタにある博物館。宇宙飛行士ニール・アームストロングの出身地に作られたものである。運営はオハイオ歴史協会。ニール・アームストロングの業績に関連した展示を行なっており、F5D戦闘機やジェミニ8号、アポロ11号の複製品などが展示されている。